# Yanguas de Eresma
Yanguas de Eresma è un comune spagnolo di 191 abitanti situato nella comunità autonoma di Castiglia e León.